# Štěpán Zavřel
Štěpán Zavřel (25. prosince 1932 Praha – 25. února 1999 Rugolo) byl český ilustrátor, animátor, grafik, malíř a spisovatel.

## Život

### Mládí
Narodil se v rodině krejčího a švadleny, jako nejstarší ze tří sourozenců a jediný syn. Rodiče vlastnili krejčovství v Praze-Nuslích, oba však pocházeli z Vysočiny, maminka Marie (rozená Havlová) z Hlinska v Čechách, tatínek Václav ze Studnic, obce ležící cca 3 km jižně od Hlinska.
Štěpán byl vychováván v křesťanské víře, která výrazně ovlivnila celé jeho umělecké směřování. Již od dětství projevoval zálibu v kreslení, kterou dále rozvinul profesor výtvarné výchovy Jaroslav Divíšek, Zavřelův vzor a jeden ze zdrojů počátečního nadšení. Po maturitě na Gymnáziu Jana Nerudy v roce 1952 se pokoušel dostat na různé vysoké školy uměleckého zaměření. Z důvodů neproletářského původu a katolické příslušnosti však na žádnou ze škol přijat nebyl. Externě přesto navštěvoval přednášky a knihovny na AVU, VŠUP a UK, zároveň se dost věnoval sportu a často chodil do divadel, muzeí a na výstavy. Od roku 1952 byl zaměstnán nejprve jako konturista a kolorista a později jako fázař a pomocný animátor ve filmovém studiu Bratři v triku vedeném Jiřím Trnkou.
Mezi lety 1953 až 1955 následovala vojenská služba, po které se přestěhoval do ateliéru v Nerudově ulici na Malé Straně a opět se vrátil do studia, kde pracoval až do roku 1959. V tomto období značně cestoval a navštívil velkou část východní Evropy, kam bylo dovoleno vyjet. Současně také experimentoval s nejrůznějšími výtvarnými technikami, včetně xylografie, která ho pak provázela po zbytek života.

### Útěk na Západ
Štěpánu Zavřelovi se již delší dobu kvůli tehdejší politické a kulturní nesvobodě v hlavě rodila idea útěku z vlasti. Ta nabyla podoby v červnu roku 1959. Přemluvil kamaráda Milana Klikara, společně koupili kameru Paillard 16 cm a přihlásili se na 14denní zájezd do Albánie s oddílem horolezců. V plánu měli utéct do Řecka, ovšem po přezkoumání situace na pečlivě střežených hranicích byli nuceni plány změnit. Další možnost útěku se však naskytla při zpáteční cestě. Letadlo muselo nečekaně přistát v Bělehradě a všichni cestující byli odvedeni do odbavovací haly. Zde se cesta Štěpána Zavřela s Milanem Klikarem rozešla. Zavřel totiž využil nastalé příležitosti a při čekání na opravu letadla unikl s kamerou z hlídané budovy. Jugoslávská policie ho chytila až po odletu letadla a následně deportovala do vězeňského tábora. Zde přebýval po dobu necelých dvou měsíců, po nichž uprchl. Následně po strastiplné cestě s traumatickými zážitky, kdy stěží utekl jugoslávským pohraničníkům, překročil italsko-jugoslávskou hranici nedaleko města Terst.
Po dalším putování se přes Veronu a Benátky dostal do Říma, kde se ho ujal Monsignore Planner, který velmi obětavě pomáhal českým emigrantům s vyřizováním úředních záležitostí a v neposlední řadě je i materiálně podporoval v jejich začátcích. Po přihlášení na italské policii byl Štěpán Zavřel převezen do internačního tábora do Terstu a později do Neapole. V táborech velice intenzivně studoval italštinu a angličtinu. Po několika měsících získal platné doklady a mohl se přihlásit ke studiu na umělecké akademii, kterou absolvoval v r. 1962.
V dalších letech žil v několika různých zemích, studoval v Mnichově režii kresleného filmu, pracoval i vystavoval např. v Norsku, Německu, Anglii, Švýcarsku. Koncem 60. let zakoupil starou hospodářskou usedlost v obci Rugolo di Sarmede, v okrese Treviso, ve které bydlel a tvořil.

### Odkaz
V roce 1999 bylo v obci Sarmede otevřeno první Muzeum Štěpána Zavřela.
V prosinci 2006 bylo v obci Rugolo di Sarmede přejmenováno místní náměstí na Piazza Štěpán Zavřel.
V září 2011 bylo panem Corrado Pirzio-Biroli na jeho zámku Brazza u Udine v severní Itálii otevřeno rozsáhlé Museo Artistico ‘Štěpán Zavřel’ věnované životu a dílu Štěpána Zavřela.
V únoru 2019, při příležitosti 20. výročí úmrtí Štěpána Zavřela, bylo v Sarmede v severní Itálii, v jehož spádové obci Rugolo di Sarmede žil, tvořil a zemřel a kde je také na místním hřbitově pochován, znovuotevřeno na radnici renovované Muzeum Štěpána Zavřela (původní muzeum zřízené bezprostředně po jeho smrti v roce 1999 sídlilo v nevyhovujících prostorách).

### Ilustrace
- Maria Francesca Gagliardi; Der Zauberfisch (Annette Betz, 1966)
- Zavřel Štěpán; Sie folgen dem Stern (Patmos, 1967)
- Zavřel, Štěpán; Salz ist mehr als Gold (Nord-Süd Verlag, 1968)
- Grimm, Brüder; Sterntaler (Patmos, 1969)
- Guardini, Romano; Kreuzweg unseres Herrn und Heilandes (Křesťanská akadmie, 1970)
- Zavřel, Štěpán; Die Geschichte eines Wassermanns (Nord-Süd Verlag, 1970)
- Wölfel Ursula; Erde, unsere schöner Stern (Patmos, 1971)
- Zavřel, Štěpán; Die verlorene Sonne (Nord-Süd, 1973)
- Zavřel, Štěpán; Venedig morgen (Bohem Press, 1974)
- Zavřel, Štěpán; Peter und Hansi (Gakken, 1975)
- Zavřel, Štěpán; Der letze Baum (Bohem Press, 1977)
- Bolliger Max; Die Kinderbrücke (Bohem Press, 1977)
- Zavřel, Štěpán; The Last Tree (Macdonald and Jane’s, 1978)
- Bolliger Max; Das Hintenlied (Bohem Press, 1978)
- Zavřel Štěpán; Der Schmetterling' (Bohem Press, 1980)
- Bolliger Max; De Bernebrege (Algemiene Fryske Underrjocht Kommisje, 1981)
- Zavřel, Štěpán; In Betlehem geboren (Patmos, 1981)
- Zavřel, Štěpán; Mein erstes Weihnachtsbuch (Patmos, 1982)
- Zavřel, Štěpán; Grossvater Thomas (Bohem Press, 1983)
- Eiichi Sekine; Fushigina kusa no himitsu (Gakken, 1984)
- Bolliger, Max; Les nains de la montagne (Bohem Press, 1985)
- Bolliger Max; Die Riesenbirge (Bohem Press, 1985)
- Hasler, Evelin; Die Blumenstadt (Bohem Press, 1987)
- Maury, Brigitte et Paravel, Dominique; Sous la lagune de Venise (Bohem Press, 1987)
- Zavřel, Štěpán und Naumann, Dieter; Der Garten des Tobias (Peters, 1988)
- Škutina, Vladimír; Ukradený Ježíšek (Bohem Press, 1988)
- Bolliger, Max:; Jakob der Gaukler (Bohem Press, 1991)
- Zavřel, Štěpán; Liétajuci deduško (Bohem Press, 1991)
- Bolliger Max; Jona (Lehrmittelverlag , 1994)
- Schindler Regine; Mit Gott unterwegs, Die Bibel für Kinder und Erwachsene neu erzählt (Bohem Press, 1996)

### Literární dílo
- Zavřel, Štěpán; Sie folgen dem Stern (Patmos, 1967)
- Zavřel, Štěpán; Salz ist mehr als Gold (Nord-Süd Verlag, 1968)
- Zavřel, Štěpán; Die Geschichte eines Wassermanns (Nord-Süd Verlag, 1970)
- Zavřel, Štěpán; Die verlorene Sonne (Nord-Süd, 1973)
- Zavřel, Štěpán; Venedig morgen (Bohem Press, 1974)
- Zavřel, Štěpán; Peter und Hansi (Gakken, 1975)
- Zavřel, Štěpán; Der letze Baum (Bohem Press, 1977)
- Zavřel, Štěpán; The Last Tree (Macdonald and Jane’s, 1978)
- Zavřel, Štěpán; Der Schmetterling (Bohem Press, 1980)
- Zavřel, Štěpán; In Betlehem geboren (Patmos, 1981)
- Zavřel, Štěpán; Mein erstes Weihnachtsbuch (Patmos, 1982)
- Zavřel, Štěpán; Grossvater Thomas (Bohem Press, 1984)
- Zavřel, Štěpán und Naumann, Dieter; Der Garten des Tobias (Peters, 1988)
- Zavřel, Štěpán; Liétajuci deduško (Bohem Press, 1991)[2]